# ヤーノシュ・シャーンドル
ヤーノシュ・シャーンドル（János Sándor, 1933年6月7日 - 2010年5月14日）は、ハンガリーの指揮者。
ブダペストの生まれ。ハンガリー音楽専門学校在学中の1958年にブザンソン国際指揮者コンクールで3位を獲得。1961年から1975年までジェール・フィルハーモニー管弦楽団の首席指揮者ととペーチ歌劇場の音楽監督を歴任し、1975年からブダペスト国立歌劇場の指揮者に転出した。1986年からはブダペスト映画演劇アカデミーの音楽部長を務めた。1991年からカナダに移り、ビクトリア交響楽団やCBCバンクーバー管弦楽団、エドモントン交響楽団などに客演。1996年から没年までグレーター・ビクトリア青年管弦楽団の音楽監督を務めた。
ビクトリアにて没。